# Lusten till ett liv
Lusten till ett liv är en svensk dramafilm från 1999 i regi av Christer Engberg och med John O. Olsson som producent och manusförfattare.

## Om filmen
Inspelningen ägde rum på våren och sommaren 1998 i Luleå med omnejd och i Narvik i Norge. Fotograf var Anders Bohman och klippare Håkan Karlsson. Filmen premiärvisades den 1 april 1999 på olika platser runt om i Sverige. Den gavs ut på video samma år och har även visats av Sveriges Television.
Filmen tilldelades 1999 Göteborgs filmfestival nordiska pris på 100 000 svenska kronor.

## Handling
Filmen utspelar sig i Luleå under 1970-talet och handlar om proggbandet Verket. Förebilder för detta band är Anton Svedbergs Swängjäng, Norrbottens Järn och Rekyl och i filmen spelas dessa gruppers låtar. Huvudrollen Affe, spelad av Mattias Barthelsson, hette i verkligheten Per-Olov Åström (1955–1980) och var medlem i Anton Svedbergs Swängjäng. Han hade i likhet med Affe drogproblem, vilka ledde till en tidig bortgång.

## Rollista
- Lotta Örnryd – Anna
- Mattias Barthelsson – Affe
- Nina Morin – Maria
- Jonatan Lundberg – Gert
- Magdalena Eshaya – Tove
- Linda Nordström – Lena
- Veronika Björk – Nilla
- Jimmy Backman – Stefan
- Patrik Johansson – Bengt
- Martin Wikström – Isse
- Fredrik Viklund – Klas
- Pontus Wikström – Gunnar
- Lena Nilsson – Karin, Marias mor
- Krister Henriksson – Börje, Marias far
- Lars Lindström – Van Elden
- Viveka Seldahl – Maja, Affes mamma
- Staffan Göthe – Bernhard
- Sara Arnia – "Storuman", föreståndarinnan
- Kira Roisko – Mirja
- Sannamari Patjas – Sirpa
- Göran Forsmark – Terje
- Alf Nilsson – Arthur Mörner, kommunalråd
- Mikael Odhag – Strömwall, kultursekreterare
- Bjørn Sundquist – Einar Stormoen, norskt kommunalråd
- Rolf Degerlund – Hervik, platschef
- Marianne Mörck – läkaren
- Lennart Jähkel – Ragnar, Gerts far